# Cantonul Mormoiron
Cantonul Mormoiron este un canton din arondismentul Carpentras, departamentul Vaucluse, regiunea Provence-Alpes-Côte d'Azur, Franța.

## Comune
- Bédoin : 2 609 locuitori
- Blauvac : 337 locuitori
- Crillon-le-Brave : 398 locuitori
- Flassan : 341 locuitori
- Malemort-du-Comtat : 1 203 locuitori
- Méthamis : 397 locuitori
- Modène : 275 locuitori
- Mormoiron : 1 562 locuitori (reședință)
- Saint-Pierre-de-Vassols : 433 locuitori
- Villes-sur-Auzon : 1 030 locuitori